# Bunkyō
Bunkyō (jap. 文京区 Bunkyō-ku) – jeden z 23 specjalnych okręgów (dzielnic) japońskiej stolicy, Tokio. Ma powierzchnię 11,29 km². W 2020 r. mieszkało w nim 240 297 osób, w 133 271 gospodarstwach domowych  (w 2010 r. 206 692 osoby, w 111 815 gospodarstwach domowych).
Bunkyō leży w centrum Tokio i graniczy z następującymi okręgami: Arakawa, Taitō, Kita, Chiyoda, Shinjuku i Toshima.
Dzielnica jest centrum edukacji i przemysłu wydawniczego. Mieści się tu m.in.: Uniwersytet Tokijski, Nezu-jinja, świątynia konfucjańska Yushima Seidō oraz stadion Tokyo Dome.